# مكبح

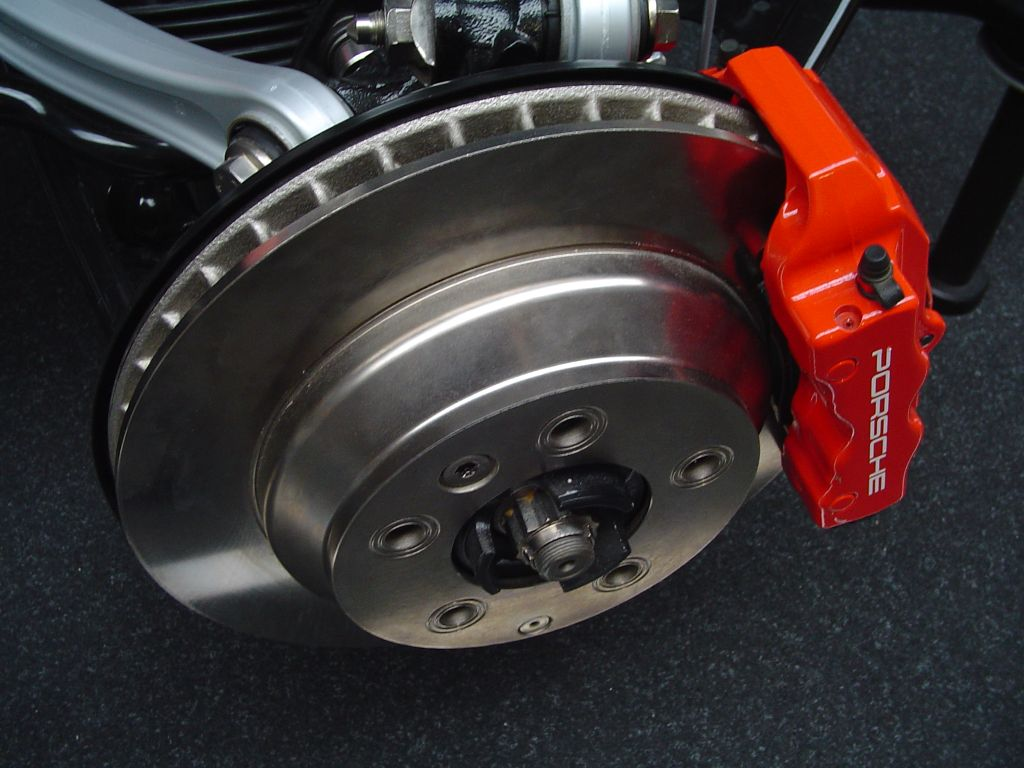
تعليق

المكابح (فعل: كَبَحَ يَكْبَح كَبْحًا) أو الفرامل (فعل:فَرمَلَ يُفَرمِل فَرمَلة) أو الكمَّاحات (فعل: كَمَحَ يَكْمَح كَمْحًا)هي مكونات مهمه من منظومة التحكم بالحركة الميكانيكية، وهي الجزء الذي ينقل الطاقة اللازمة للكبح على قرص الكبح (أحد مكونات الحركة) بواسطة الضغط الممارس عليه، مما ينتج عنه احتكاك يؤدي إلى التوقف التام أو تخفيف السرعة. وهي عبارة عن صفيحتين معدنيتين تسميا: لقم الكابح الاحتكاكية (brake friction pads) تحويان على جزء معدني يدعى:حافظة الكابح (brake plate) مغطاه بمادة مضادة للأحتكاك (ذات سمك مناسب)تسمى: بطانة الكابح (brake lining), تواجه سطح قرص الكبح.
تقوم الفرامل بإبطاء السيارة أو إيقافها تماما عن الحركة، وفقا لرغبة السائق... وتعد أهم عناصر التحكم في السيارة خاصة في حالة الأخطار المفاجئة على الطريق.
في السيارات الحديثة توجد فرملة على كل عجلة، بمجرد أن يضغط السائق على بدال أو دواسة السيارة.
تستخدم السيارات الحديثة نظام فرامل هيدروليكي، أي تعمل الفرامل بواسطة سائل فرامل تحت الضغط، وبواسطة قائد السيارة يدفع هذا السائل عبر أنابيب وأسطوانات مؤديا إلى تشغيل الفرامل.
يتكون جهاز الفرامل الهيدروليكي من أجزاء رئسية هي : أسطوانة الزيت الرئيسية، التي يتحرك داخلها كباس متصل ببدال الفرملة، وأسطوانات زيت فرعية (أسطوانة لكل عجلة) وبكل أسطوانة كباسان، مركب على السطح الخارجي لكل منهما ذراع دافع.
كما أن هناك حذائي فرملة لكل عجلة، على السطح الخارجي لكل منهما بطانة احتكاك ثم دارة فرملة لكل عجلة ؛ وتوجد فجوة بين أحذية الفرامل والدارة، وعندما يضغط السائق على بدال الفرملة، يتحرك مكبس أسطوانة الزيت الرئسية إلى الأمام، ويدفع معه سائل الفرامل، وبانتقال الضغط خلال الأنابيب الموصلة يتحرك مكبسا الأسطوانة الفرعية للخارج، فتدفع بالتالي أحذية الفرامل للخارج لتحتك بالسطح الداخلي للدارة مسببة إيقاف العجلة، كما توجد زنبركات قوية تدفع أحذية الفرامل بعيدا عن السطح الداخلي للدارة، عندما تحرر الفرملة أي لا تعمل.

## طريقة العمل

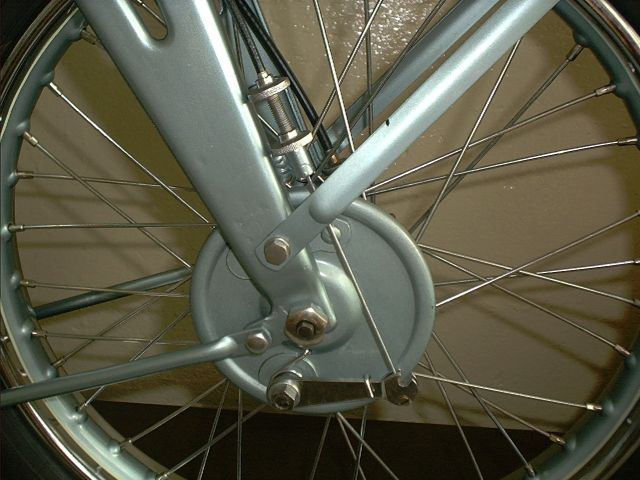
مكبح العجلة الأمامية لدراجة نارية.

المكابح تكبح الطاقة الحركية للسيارة بواسطة الاحتكاك وعادةً ما توضع صفيحتان على جانبي قرص الكبح (أحد مكونات إطار السيارة من الداخل)بصورة تشبه الشطيرة، على حوامل مخصصة تثبتهما على القرص تسمى فكّا الكابح (brake calipers), فيما أسطح الاحتكاك تواجه القرص. عندما يمارس على هذه الصفائح ضغط سوائلي (hydraulic pressure)، بواسطة مكبس على (هيئة فكين), تضيق هذه الصفائح على القرص، مما ينتج عنه طاقة احتكاك تؤدي إلى توقف قرص الكبح تدريجياً عن الحركة أو الإبطاء منها. نتيجة للاحتكاك تتولد حرارة تؤدي لنقل بعض أجزاء المادة المضادة للاحتكاك على سطح الصفائح إلى قرص الكبح، مما يعطيه لوناً رمادياً (عادةً).
للمكابح عمر معين، بعدها تزول البطانة مما يستوجب استبدالهما. (يعتمد على المواد المستخدمة المضادة للأحتكاك).
في الغالب تحوي معظم المركبات على لقمي كبح (brake friction pads)اثنان، لكل إطار من إطارات المركبة. وتزيد إلى 6 القم كبح في المركبات الرياضية (مركبات السباق)تتمايز عن بعضها بقدرات مختلفة على الاحتكاك موفرة أفضل أداء، وتحكم مثالي بالمركبة.
إن المادة المستخدمة في بطانة الكبح هي التي تحدد عامل الأهتراء لقرص الكبح(هو كذلك يتعرض للتآكل). كما أن بطانة الكبح غالباً تزود بنظام كهربائي (مُستشعر) يستشعر مدى تآكل بطانة الكبح، منبه السائق عن الحاجة لتغيير القم الكبح.
البعض الآخر كذلك تزود برقيقة معدنية موضوعه داخل بطانة الكبح، وعندما تصل بطانة الكبح لمرحلة معينة من التآكل تظهر هذه الرقاقة على السطح مولدتاً صوت (نحيب)ناتج عن الاحتكاك مع قرص الكبح، منبهًا كذلك السائق أن الوقت قد حان لتبديل القم الكبح.
بعض المركبات الحديثة تستخدم مستشعرات إلكترونية.

## الأنواع
هناك العديد من أنواع المكابح المختلفة تتمايز بمواصفاته ومميزاته المختلفة والتي تلائم مختلف الاحتياجات على حسب استخدام المركبة، هنالك مثل القم كبح تحوي على بطانة ناعمة (تلائم مركبات السباق), وهناك بطانة قاسية أكثر متانة تلائم المركبات العادية لكنها لاتوفر التحكم الأمثل كما هي الحال مع القم الكبح المخصصة لمركبات السباق.
معظم مصنعي المركبات يطلبون مواصفات معينة لبطانة الكبح لمركباتهم، لكن قدرة الكبح تختلف باختلاف الظروف المحيطة وأهمها درجة الحرارة مثلاً.

## المواد المستخدمة
تتنوع المواد المستخدمة في بطانة الكبح مثل، ألياف صخرية (asbestos), ومواد عضوية، ومواد شبه معدنية. لكل من هذه المواد لها مميزاتها وعيوبها المتعلقة بالحفاظ على البيئة، ومعدل الأهتراء، والضجيج الناتج عن الاحتكاك، والقدرة على الكبح. فمثل المواد الشبه معدنية تملك القدرة على الكبح وتشتيت الحرارة بعيداً عن قرص الكبح أكثر من غيرها من المواد الأخرى، لكن في المقابل فأنها تعتبر عالية الضجيج، وقاسية بما يكفي لأهتراء قرص الكبح أسرع من غيرها من المواد الأخرى.
هناك أنواع أخرى من المواد مثل الخزف وألياف النحاس تستعمل بدلاً من البطانة ذات المواد شبة المعدنية (التي تحتوي على ألياف حديدية), تتحمل درجات حرارة أعلى مع اقل قدرة لتوصيل الحرارة لقرص الكبح، واقل إنتاجًا للغبار (الرماد الناتج عن الاحتكاك)، ومعامل اهتراء أقل عليها وعلى قرص الكبح. ومن أهم مميزاته معدل الضجيج الناتج عن الاحتكاك أقل من غيرها من المواد الأخرى لأن الخزف يمكل قدرة عليه على (كتم الصوت) من خلال توليد موجات صوتية أقل من المستوى الذي تستطيع معه الأذن البشرية سماعه، وتحتوي على أقل نسبة من المعادن في تكوينها (15 % من وزنها معدن).
البطانة الخزفية مصممة للاستخدامات الخفيفة وليست تلك المصممة للاستعمال في مركبات الدفع الرباعي أو المركبات العائلية الكبيرة والتي تتطلب استخدام أكثر قوة.
هناك كذلك عامل البيئة الذي يحكم اختيار المواد المستخدمة في بطانة الكبح. على سبيل المثال أن آخر تشريع استحدث في العاصمة واشنطن وبعض الولايات الأمريكية سيحد من استخدام عنصر النحاس إلى حد معين.

## اقرأ أيضًا
- مكبح جرني
- مكبح قرصي
- نظام منع انغلاق المكابح